# Василевский, Алексей Петрович
Алексе́й Петро́вич Василе́вский  (1841 — 1893) — действительный статский советник, юрист, Волынский, Черниговский, Эстляндский вице-губернатор.

## Биография
Окончил Императорское училище правоведения.
При подготовке введения судебной реформы 1875 года в Царстве Польском, принимал деятельное участие в трудах комиссии по переводу на русский язык и редактированию кодекса Наполеона и местных законов. Знаток еврейского вопроса в Юго-Западном крае, участвовал в разных комиссиях по этому вопросу.
C 12.06.1874 по 19.04.1882 Волынский вице-губернатор.
C 19.04.1882 по 19.12.1885 Черниговский вице-губернатор.
C 19.12.1885 по 04.04.1891 Эстляндский вице-губернатор. В должности эстляндского вице-губернатора выдвинулся стремлением к обрусению эстов.
Составил «Сборник узаконений и распоряжений о крестьянах прибалтийских губерний», имевший в свое время большое практическое значение, ввиду запутанности прежних законов по этому предмету и многочисленности позднейших инструкций комиссарам по крестьянским делам. Энергично проводил в крае начала русской государственности.
Писал в «Русском Обозрении» и «Московских Ведомостях». Автор ряда научно-литературных работ.
Отдельно изданы:
- «Сборник узаконений и распоряжений о крестьянах Эстляндской губернии» (Ревель, 1888)[4]
- «Сборник узаконений и распоряжений прибалтийских губерний» (ib., 1891),
- «Заметки о законоположениях, касательно прибалтийских губерний» (ib., 1890),
- «Положения о крестьянах Эстляндской губернии 5 апреля 1856 г. со включением дополнений по сентябрь 1891 г.» (ib., 1891)
- «Справочная книга о законах, касательно крестьян прибалтийских губерний» (1892).